# هيلين لويل
هيلين لويل (بالإنجليزية: Helen Lowell)‏ هي ممثلة أمريكية، ولدت في 2 يونيو 1866 في نيويورك في الولايات المتحدة، وتوفيت في 28 يونيو 1937 في لوس أنجلوس في الولايات المتحدة.

## وصلات خارجية
- هيلين لويل على موقع IMDb (الإنجليزية)
- هيلين لويل على موقع قاعدة بيانات برودواي على الإنترنت (الإنجليزية)
- هيلين لويل على موقع قاعدة بيانات الفيلم (الإنجليزية)